# Dorcadion anatolicum
Dorcadion anatolicum là một loài bọ cánh cứng trong họ Cerambycidae.